# Louis-Joseph Doucet
Pour les articles homonymes, voir Doucet.
Louis-Joseph Doucet (1874-1959) est un poète, un conteur et un fonctionnaire du Québec.

## Biographie
Louis-Joseph Doucet naît à Lanoraie (Québec) le 30 octobre 1874 et meurt à Montréal (Québec) le 15 avril 1959. Il est le fils de Louis Doucet, cultivateur, et de Félonise Harnois. Louis-Joseph Doucet épouse en 1906 Yvonne Yon, fille de Joseph-Georges Yon (1857-1945) et de Rosa Lasnier. Le couple a cinq enfants : Laurette-Isabelle (1907-1993), Georges-Étienne (1911-1935), Desneiges-Jeanne-Estelle (1913-1914), Cécile-Jeanne-Estelle (1916-1921) et Bernadette-Angéline (1921- ?). Yvonne Yon Doucet est membre de la Société généalogique canadienne-française. Elle administre également le magasin de musique de son père (Magasin J.G. Yon), acquis par Louis-Joseph Doucet en 1921. Elle meurt en 1967. Le seul fils de Louis-Joseph Doucet, Georges-Étienne, s’est noyé tragiquement à Lanoraie à l’âge de vingt-trois ans.
En 1889, Louis-Joseph Doucet  devient mousse à bord des caboteurs du Saint-Laurent. En 1894, il effectue des études classiques au Collège de Joliette. Il obtient son baccalauréat en 1901. Par la suite, il occupe un poste de surveillant à l'École normale Jacques-Cartier (1902), puis de professeur à l'Académie Saint-Jean-Baptiste (1902-1903). En 1904-1905, il devient chroniqueur judiciaire pour La Presse et Le Canada et en 1906, il travaille comme agent à la Metropolitan Life Insurance Company. Par la suite, il entre dans la fonction publique provinciale et travaille au Département de l'Instruction publique du Québec (1911-1932).
Louis-Joseph Doucet mène en parallèle une carrière littéraire. Entre 1902 et 1907, il fait partie de l'École littéraire de Montréal, où il occupe les fonctions de membre, trésorier et vice-président. Entre 1908 et 1959, il publie une trentaine d'œuvres, principalement des recueils de poésie. En 1923, il fonde avec Alonzo Cinq-Mars, Alphonse Désilets et Avila de Belleval la Société des poètes canadiens-français. Ses publications lui valent l'obtention du titre de prince des poètes du Canada français en 1924, un titre décerné par la Société des arts, des sciences et des lettres, l’École littéraire de Montréal et la Société des poètes canadiens-français.
Louis-Joseph Doucet a entretenu une abondante correspondance avec de nombreux poètes, dont le poète et peintre Charles Gill (1871-1918), qui ne lui écrivit pas moins de deux cent soixante-sept lettres. Il a collaboré à plusieurs revues littéraires, dont Le Terroir et le journal Le Passe-temps (Montréal). Il a également écrit et publié des poèmes sous différents pseudonymes : Pierre De Blanque, Sophie Faust, Lanor Harnois, Miroe Harnois et Pierre Harnois. Il a possédé trois maisons qu'il a surnommé respectivement "La Grande Hermine", "La Petite Hermine" et 'L'Émérillon" (les noms des trois navires de Jacques Cartier lors de sa seconde expédition en Nouvelle-France en 1535).

## Hommages
En 1974 on a fêté à Montréal et à Lanoraie (son village natal) les 100 ans de Louis-Joseph Doucet. Lors de la cérémonie qui s'est déroulée à Lanoraie, en face de la maison qui lui avait appartenu, plusieurs poètes, dont Gaston Miron, ont prononcé d'élogieux discours sur l’imposante et magnifique œuvre du Prince des poètes québécois. Ils ont aussi dévoilé une plaque commémorative à sa mémoire qui a été fixée sur cette maison (9, rue Louis-Joseph-Doucet). Une rue à Montréal et une autre à Lanoraie portent le nom de Louis-Joseph Doucet. Le Concours littéraire de Lanaudière nomma également son prix de poésie en honneur du poète.

## Œuvre littéraire
Les ouvrages littéraires de Louis-Joseph Doucet abordent de nombreux thèmes dont les suivants : le temps qui fut, la difficulté de vivre dans la société des hommes, et la mort. Il est un précurseur de la science-fiction québécoise. Sa « Lettre écrite de la lune » (1911) le place dans la mouvance de L'autre monde de Cyrano de Bergerac et du De la terre à la lune de Jules Verne. Dans Contes du vieux temps (1910), il projette çà et là avec humour sa pensée vers une vision de l’avenir.
L'écriture de Doucet est très ancrée dans sa région natale. Par exemple, les textes de Doucet ont porté sur l'homme fort de la région, Moïse Joessin, ou sur les paysages de Saint-Henri-de-Lanoraie. Elle aborde aussi régulièrement les thèmes de la terre, de la nature et des paysans.
« Le Vieux pont », extrait de La Jonchée nouvelle (1910), de Louis-Joseph Doucet est classé par Pierre Graveline comme un des « Cent plus beaux poèmes québécois » (une anthologie de la poésie québécoise, Biblio-Fides, 2013).

## Publications
Google a numérisé de nombreuses œuvres de Louis-Joseph Doucet à partir des originaux de livres appartenant à la bibliothèque de l'Université du Michigan.
Plus d'une trentaine de recueils de prose et de poésie composent son œuvre, dont : 
- La Chanson du passant (1908);
- Contes du vieux temps (1910);
- La Jonchée nouvelle (1910);
- Sur les remparts (1911);
- Les Palais chimériques (1912);
- Les Grimoires (1913);
- Près de la source (1914);
- Pages d'histoire (1914);
- Les Sépulcres blanchis - L'hypocrisie contre la France (1915);
- Palais d'argile (1916);
- Au Vent qui passe (1917);
- Idylles symboliques et Vers les heures passées (1918).